# Areg
Areg (ɑˈɾɛɡ, armenisch: Արեգ) ist ein armenischer männlicher Vorname.
Auf Deutsch hat der Vorname die Bedeutung „Sonne“. Areg war der allererste Gott der armenischen Götterwelt, der Gott der Sonne.